# Opening Prayer
Opening Prayer è una composizione per baritono e orchestra, scritta per la riapertura della Carnegie Hall nel 1986. Il compositore Leonard Bernstein ha adattato una benedizione biblica ebraica, che conclude un servizio mattutino tradizionale. Ha derivato la musica da una precedente composizione per pianoforte e in seguito l'ha inclusa nei suoi Jubilee Games nel 1988 e nella loro espansione al Concerto per orchestra del 1989, chiamando ora il movimento Benediction.

## Storia
Leonard Bernstein aveva uno stretto legame con la Carnegie Hall. Vi aveva fatto il suo debutto il 14 novembre 1943, sostituendo Bruno Walter con breve preavviso. Come primo direttore americano, e per la prima volta alla direzione della New York Philharmonic, l'evento fu ampiamente pubblicizzato e lo rese famoso. Bernstein è apparso in sala fino al 1990 in più di 430 eventi come pianista, direttore d'orchestra, compositore ed educatore. Quando la sala è stata riaperta dopo il restauro nel 1986, Bernstein ha ricevuto la prima commissione per le celebrazioni di apertura. Per l'occasione adattò questa benedizione ebraica per baritono e orchestra.

## Testo
Il testo è la Benedizione Sacerdotale (Numeri 6:24–26), che serve per concludere la liturgia dei tradizionali servizi mattutini, in inglese:
- Il Signore ti benedica e ti protegga;
- Possa Lui far risplendere il Suo volto su di te ed essere gentile con te;
- Possa Egli innalzare il Suo sguardo e darti la benedizione della pace.[5]

La musica iniziava come una miniatura di pianoforte, parte di Thirteen Anniversaries, dal n. 12 dedicata ad Aaron Stern. Bernstein diresse la New York Philharmonic nella prima del 15 dicembre 1986, con Kurt Ollmann come baritono solista. Il lungo concerto iniziò con brani per pianoforte di Chopin suonati da Vladimir Horowitz, ci furono sei canzoni cantate da Frank Sinatra nel mezzo e si è concluso con il movimento finale della Sinfonia della Resurrezione di Mahler, diretta da Zubin Mehta.
Bernstein utilizzò la musica in seguito come movimento dei suoi Jubilee Games. Scrisse quell'opera prima in due movimenti per il 50º anniversario dell'Orchestra filarmonica d'Israele. Ha aggiunto Opening Prayer come movimento centrale in una versione rivista per la prima esecuzione negli Stati Uniti in cui diresse l'orchestra alla Avery Fisher Hall nel 1988. Quando ampliò ulteriormente i Jubilee Games nel 1989, poi chiamato Concerto for Orchestra, aggiunse un secondo movimento diverso e spostò la Opening Prayer, ora chiamata Benediction, alla posizione finale di quattro:
2. Mixed Doubles

3. Diaspora Dances

4. Benediction»
2. Doppio misto

3. Danze della Diaspora

4. Benedizione»